# Мала Ужуїха
Мала́ Ужуї́ха (рос. Малая Ужуиха) — річка в Чайковському районі Пермського краю та Сарапульському районі Удмуртії, Росія, права притока Великої Ужуїха.
Річка починається на південно-східній околиці села Ольховка Чайковського району Пермського краю. Протікає на південний захід, робить декілька значних поворотів у нижній течії. Майже вся течія річки проходить через лісові масиви тайги, середня та нижня течії сильно заболочені.
На річці розташоване лише одне село Кемуль, на західній околиці якого по мосту проходить залізнична гілка Ужуїха-Каучук.